# Kanton Beaucaire
Kanton Beaucaire (francouzsky Canton de Beaucaire) je francouzský kanton v departementu Gard v regionu Languedoc-Roussillon. Tvoří ho pět obcí.

## Obce kantonu
- Beaucaire
- Bellegarde
- Fourques
- Jonquières-Saint-Vincent
- Vallabrègues